# Reid Glacier (glaciär i Antarktis, lat -67,43, long -67,28)
Reid Glacier är en glaciär i Antarktis. Den ligger i Västantarktis. Argentina, Chile och Storbritannien gör anspråk på området. Reid Glacier ligger 943 meter över havet.
Terrängen runt Reid Glacier är varierad, och sluttar söderut. Trakten är obefolkad. Det finns inga samhällen i närheten.